# Aeroportul Iturup
Aeroportul Iturup (IATA: ITU, ICAO: UHSI) este un aeroport din Kurilsky District⁠(d), Regiunea Sahalin, Rusia ce deservește zona Kurilsk⁠(d). Aeroportul a fost tranzitat în 2017 de 24.443 de pasageri.
Situat la o altitudine de 118 m, aeroportul dispune de o singură pistă.